# Técnico en cámara dolly

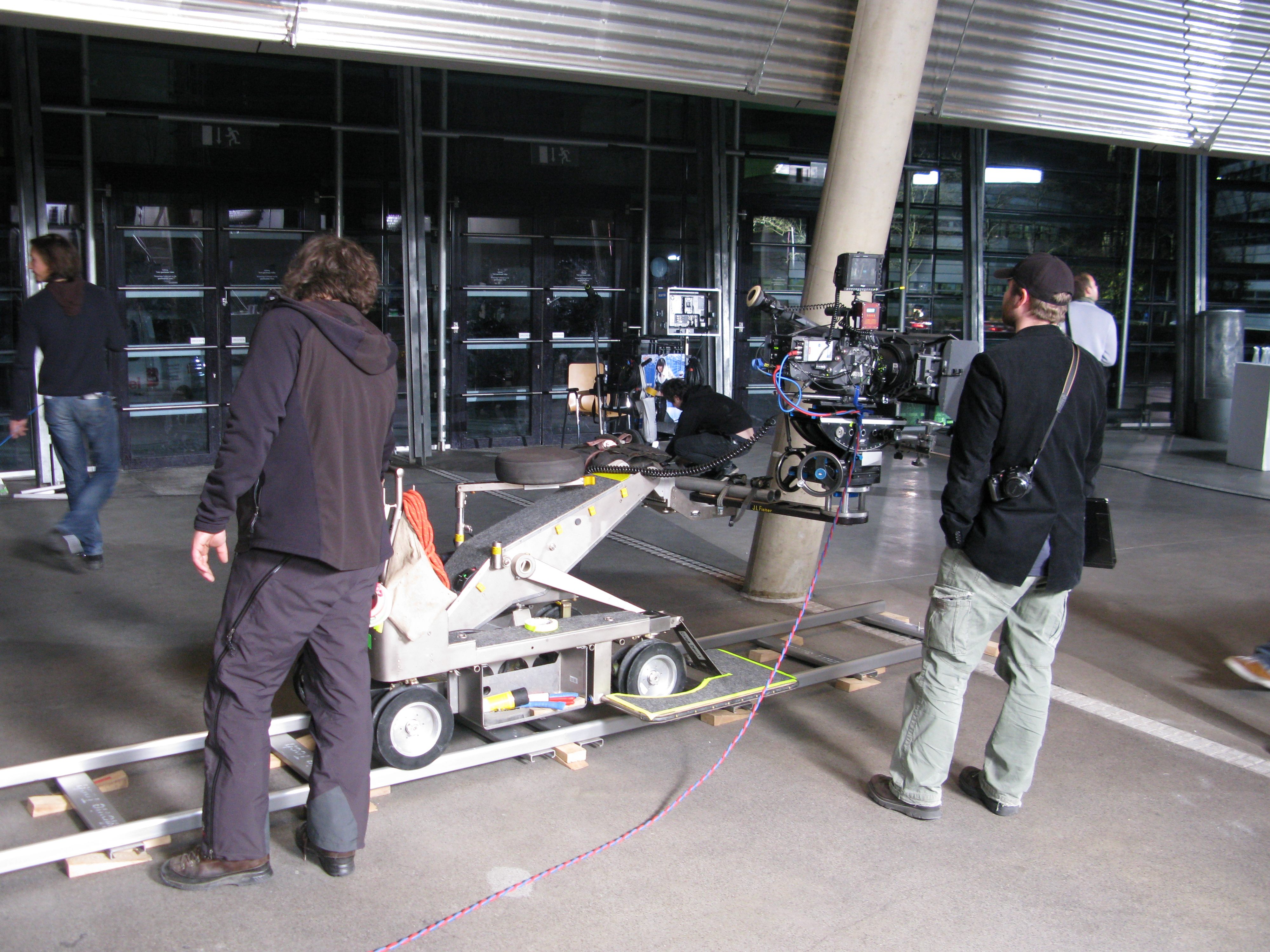
Una plataforma rodante para cámara J.L. Fisher modelo 10 con una cámara Arriflex D-21.

En la cinematografía, el dolly grip es un técnico especializado capacitado para manejar la cámara plataforma rodante. Este técnico maneja niveles, y mueve la pista de carro, y luego empuja y tira del carro y por lo general un operador de cámara y el asistente de cámara como jinetes. Si la plataforma tiene un eje vertical movible, tal como un brazo hidráulico, entonces el "dolly grip" también opera el "boom". Si ambos ejes se utilizan simultáneamente, este tipo de Plano de plataforma rodante se conoce como un movimiento compuesto.
Un dolly grip debe trabajar en estrecha colaboración con el equipo de cámara para perfeccionar estos movimientos complejos (técnicas cinemáticas) durante los ensayos. El enfoque de la lente es fundamental para la captura de una imagen nítida, por lo que un dolly grip debe golpear sus marcas en concierto con un asistente de cámara que saca el foco. Es una habilidad que la experiencia puede afinar a un punto, pero los mejores apretones de dolly son conocidos por su "toque", y que los hace altamente codiciados. A pesar de esta experiencia, estos miembros clave de la comunidad cinematográfica en ocasiones han sido denominadas con el término despectivo, "Jinetes Dolly".
También se emplea una dolly grip cuando la cámara funciona en modo manual (en los hombros del operador o literalmente en sus manos). Mientras que el operador de cámara se mueve con la cámara, el dolly grip es responsable de la seguridad del operador, lo que ayuda al operador a "ciegas" negociar entornos a veces complicados. El dolly grip dirige silenciosamente el operador (a través de toques suaves, empuja, empuja y empuja) lejos de las paredes y otros obstáculos que el operador no puede ver mientras se concentra en la imagen en el visor de la cámara. Lo mismo ocurre cuando la cámara funciona con una Steadicam o herramienta similar estabilización cuerpo montado.
Aunque los Dolly son contratados por y bajo nivel, se les paga lo mismo que (o más) de un "best boy", que es el segundo al mando.
Los técnicos en cámara también pueden empujar a una plataforma con ruedas que sostiene el operador de micrófono y de la pluma.
Los operadores de grúas en la industria del cine están especialmente capacitados en equipo de filmación. Normalmente son los "grips".
Algunas tomas requieren que la cámara se mueva rápidamente. Esto se puede hacer de varias maneras, una de las cuales es usar una grúa de cámara. Hay muchos tipos de grúas de cámara, siendo más un brazo de contrapeso sobre un pivote, mientras que otros son hidráulico. Grúas pueden ser utilizados para levantar la cámara, y a menudo el operador de cámara y asistente también, rápidamente en el aire. El operador de la grúa instala y opera la grúa de cámara de forma que la cámara llegue al lugar correcto. Esto puede ser difícil ya que la cámara puede ser una larga distancia del operador.